# John Seymour (Gouverneur)
John Seymour (* 1649 in Gloucestershire, England; † 30. Juli 1709 im Anne Arundel County, Province of Maryland) war ein englischer Offizier und englischer bzw. ab 1707 britischer Kolonialgouverneur der Province of Maryland.

## Leben
John Seymour war ein Sohn des Thomas Seymour († 1678), Gutsherr von Bitton in Gloucestershire, 1646 Knight of the Shire für Gloucestershire im englischen Unterhaus, aus dessen Ehe mit Elizabeth Lyte. Er gehörte der Church of England an. Seit 1667 diente er als Captain in der englischen Armee im Kolonialdienst und stieg 1687 zum Lieutenant-Colonel der Life Guards auf. Er nahm an einigen Kriegen teil, zuletzt 1702 im Spanischen Erbfolgekrieg an den Feldzügen König Wilhelms III. in Frankreich und 1702 in Spanien.
Am 12. Februar 1703 wurde er als Nachfolger von Nathaniel Blakiston zum neuen Kolonialgouverneur der Province of Maryland ernannt, wo er am 12. April 1704 eintraf. Die Zwischenzeit bis zu seiner Ankunft überbrückte seit 1702 kommissarisch Thomas Tench. Am 12. April 1704 trat Seymour sein neues Amt in Maryland an, das er bis zu seinem Tod im Jahr 1709 bekleidete. In dieser Zeit gab es heftige Kontroversen zwischen ihm und dem kolonialen Parlament. Dabei ging es um geplante Reformen vor allem im Justiz und Wirtschaftsbereich. Seymour bemühte sich auch um die Beilegung einiger Grenzkonflikte mit Nachbarkolonien. Ein weiteres Problem stellte der religiöse Konflikt zwischen Protestanten und Katholiken in Maryland dar, der sich seit einer in den Jahren 1688/89 erfolgten protestantischen Revolution in England, der Glorious Revolution, noch verstärkt hatte. Die meisten dieser Probleme blieben aber in Seymours Amtszeit ungelöst. Nach seinem Tod übernahm Edward Lloyd das Gouverneursamt.
John Seymour war zweimal verheiratet, seit 1672 mit Margaret Bowles und nach deren Tod mit Hester Newton. Er hatte drei Söhne und eine Tochter:
- John Seymour († 1741), Arzt;
- Berkeley Seymour (* 1685);
- Robert Seymour, ⚭ Mary Woodward;
- Jane Seymour.